# صادق فحام
صادق حسینی اعرجی شهرت‌یافته به فَحّام (۱۷۱۲–۱۷۹۰م) (نسب: صادق بن محمد بن حسن بن هاشم) فقیه امامی و شاعر عامی عراقی در سدهٔ هجدهم میلادی/دوازدهم قمری بود. از اهالی روستایی به نام حصین دز نزدیکی حله بود و در نجف درگذشت. تاریخ النجف، شرح شواهد القطر، دیوان شعر از آثار اوست. اشعارش به زبان عامیانه و سبک مردمی است.